# Käina (gemeente)
Käina (Estisch: Käina vald) is een voormalige gemeente in de Estlandse provincie Hiiumaa. De gemeente telde 2053 inwoners (1 januari 2017) en had een oppervlakte van 188,7 km². In oktober 2017 werd Käina bij de fusiegemeente Hiiumaa gevoegd.
Het eiland Kassari viel onder de gemeente.

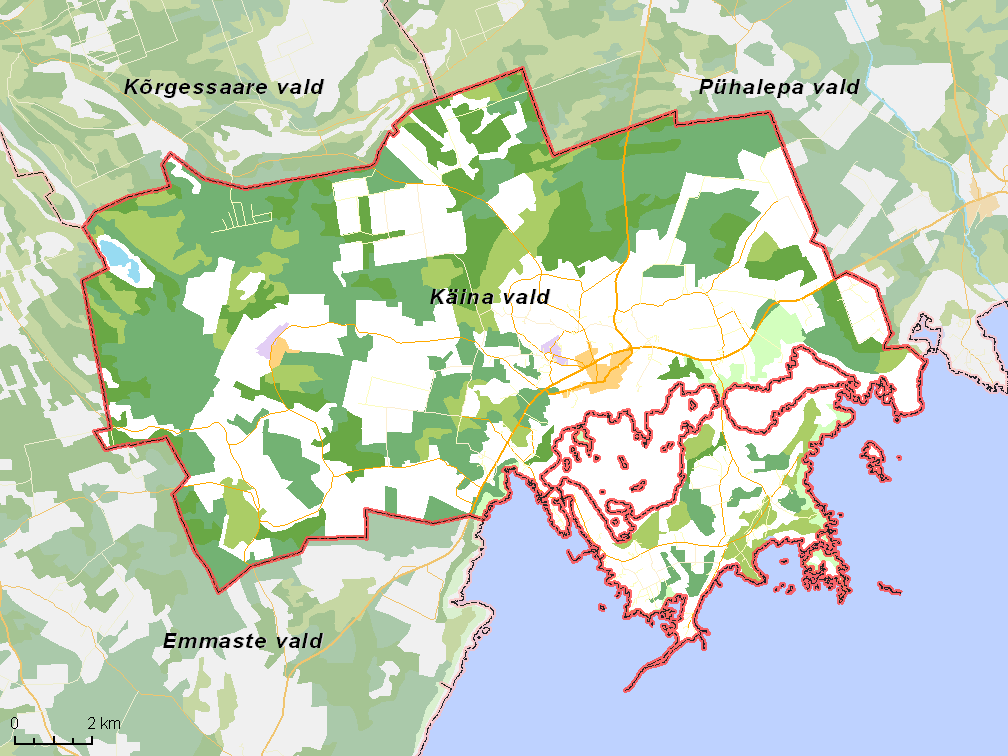
De gemeente met omliggende gemeenten, situatie begin 2013

## Plaatsen
De gemeente telde één plaats met de status van vlek (Estisch: alevik), de hoofdplaats Käina, en 34 dorpen: Aadma, Allika, Esiküla, Jõeküla, Kaasiku, Kaigutsi, Kassari, Kleemu, Kogri, Kolga, Kuriste, Laheküla, Lelu, Ligema, Luguse, Mäeküla, Mäeltse, Männamaa, Moka, Nasva, Niidiküla, Nõmme, Nõmmerga, Orjaku, Pärnselja, Putkaste, Ristivälja, Selja, Taguküla, Taterma, Ühtri, Utu, Vaemla en Villemi.
Landgemeente: Hiiumaa
Voormalige gemeenten: Emmaste · Hiiu · Käina · Kärdla · Kõrgessaare · Pühalepa